# Schneibstein
Schneibstein – szczyt w Alpach Berchtesgadeńskich, części Alp Bawarskich. Leży na granicy między Austrią (Salzburg) a Niemcami (Bawaria).